# Ybarra
Ybarra, повна назва — Grupo Ybarra Alimentación S.L. — іспанська компанія, яка спеціалізується на виробництві оливкової олії, маслин, майонезу, соусів, оцту та інших продуктів харчування. Заснована в 1842 році і є сімейним підприємством. Штаб-квартира розташована в Дос-Ерманас (Севілья). Є провідним виробником оливкової продукції серед інших іспанських фірм.
Продукція представлена у більше ніж 80 країнах світу. Принципом роботи компанії є своєчасна адаптація до смаків споживачів, а також модернізація виробничих ліній.

## Історія

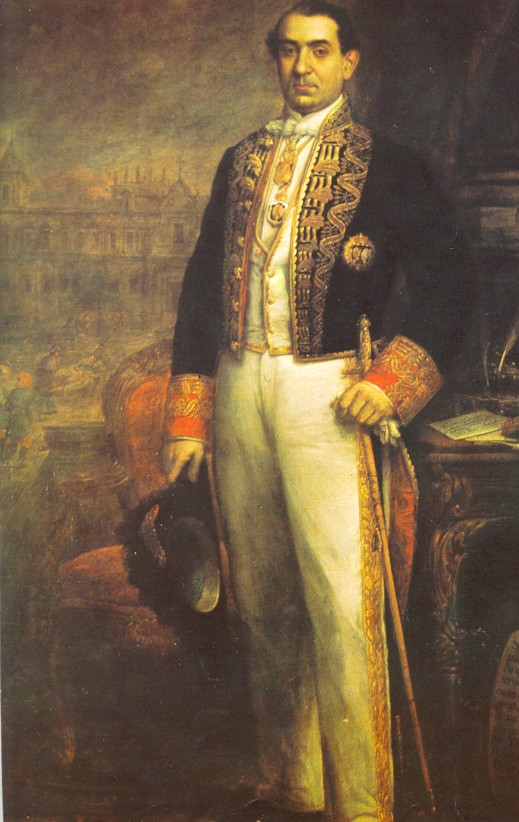
Дон Хосе Марія Ібарра (1816–1878)

Компанія Ybarra була заснована у 1842 році доном Хосе Марією Ібарра (1816–1878). З самого початку підприємство повністю присвятило себе виробництву оливкової олії екстра-класу. Пізніше асортимент на ринку був розширений шляхом виробництва оцту, маслин, майонезу і соусів.
У 1876 році компанія Ybarra розширила свою присутність на міжнародному ринку. Того ж року її оливкій олії була вручена премія за якість на Всесвітній виставці у Філадельфії (США). У 1929 році компанія Ybarra взяла участь у Всесвітній виставці у Барселоні, що дозволило покращити її імідж і заявити про високий потенціал у олійного виробництві.
У 1945 році компанія почала розлив у пластикові пляшки, що відповідало потребам споживача і дозволило збільшити продуктивність промислових об'єктів. У 1968 році почався збут майонезу і соусів під торговельною маркою Ybarra, що стало революцією у цій галузі: компанія Ybarra стала провідним відчизняним брендом у цій категорії. У 1970 році розширено збут і початок присутності на ринках таких країн як США і Мексика. У 1975 році випущено першу тевевізійну рекламу продукції Ybarra. Вона мала великий рекламний успіх, який став частиною іміджу компанії.
У 1985 році Ybarra першою почала упаковувати оливкову олію в Tetra Brik. Торговельна марка врахувала потреби клієнтів, полегшивши використання продукції на кухні споживачами. У 1986 році Ybarra розширила збут в країнах Європи, значно збільшивши експорт у Норвегію, де компанія співпрацює з LHL, норвезькою асоціацією пацієнтів на серцево-судинні захворювання. У 1988 році відбулась друга успішна рекламна кампанія Ybarra на телебаченні. У наш час слоган «Olé, olé» компанії Ybarra вже є знаковим.
У 1990 році Ybarra значно збільшила збут на ринку Китаю, ставши однією з провідних марок оливкової олії іспанського походження. У 1993 році продукції Ybarra з'явилась на ринку Росії. У 1995 році Ybarra стала одним із найперших підприємств у галузі олійного виробництва, яке пройшло сертифікацію якості стандарту ISO 9002.
У 2005 році розроблено новий дизайн скляної пляшки для розливу найкращоє олії екстра-класу Ybarra для реалізації в Іспанії і за кордоном. У 2006 році нове покоління PET-упаковки для майонезу і соусів з клапаном додаткового регулювання і гарантійною пломбою. У 2007 році компанія Ybarra отримала міжнародні сертифікати IFS і BRC на знак визнання якості своїх виробничих процесів.
У 2011 році відбулось оновлення дизайну упаковки усіх майонезів і соусів, що зробило їх більш привабливими для споживачів, а також більш безпечними завдяки новій захисної кришки, яка підтримує вакуум упаковки. У 2012 на ринку представлено перший легкий майонез без цукру (зі штампом Іспанського діабетичного товариства). Цей продукт був створений для діабетиків, а також для тих, хто бажає дотримуватися низькокалорійного раціону харчування, яке виключає цукор.

## Продукція
| Оливкова олія Для виробництва оливкової олії екстра-класу Ybarra використовує сорти Арбекіна і Охібланка. - Оливкова олія екстра-класу Virgen Extra Clásico - Оливкова олія екстра-класу Virgen Extra Gran Selección - Оливкова олія екстра-класу Virgen Extra Intenso - Оливкова олія екстра-класу Virgen Extra Orgánico Маслини Для виробництва компанія Ybarra використовує сорт Мансанілья Севільяна. Пропонуєється широкий вибір наповнювачів: анчоуси, часник, лимон, лосось, мигдаль, сир та перець. - Мансанілья севільяна з кісточкою - Мансанілья севільяна без кісточки - Мансанілья севільяна, фарширована анчоусами - Мансанілья севільяна, фарширована лососем - Мансанілья севільяна, фарширована часником - Мансанілья севільяна, фарширована сиром - Мансанілья севільяна, фарширована лимоном - Мансанілья севільяна, фарширована мигдалем - Мансанілья севільяна, фарширована перцем Оцет - Моденский бальзамічний оцет - Оцет з витриманого вина - Естрагонний оцет - Винний оцет з додаванням кухонних трав - Яблучний оцет - Оцет з марочного хересу - Винний оцет - Оцет з червоного вина Майонези - Класичний майонез - Легкий майонез - 100% оливковий майонез - Майонез без цукру | Соуси - Коктейль - Айолі - Гауча - Рокфор - Тартар Соуси народів світу - Нью-Йорк - Техас - Французький - Мексиканський Овочі - Паростки часнику - Артишоки - Мангольд - Зеленостручкова квасоля - Чортополох - Цвітна капуста - Шпинат - Овочевий коктейль (картопля, морква, горох, квасоля) - Картопля - Овочеве асорті (горох, артишоки, квасоля, морква, спаржа) Сіль - Кухонна сіль - Спеціальний сіль для випічки - Сіль крупного помелу |